# Беккі Гілл
Ребекка Клер Хілл (нар. 14 лютого 1994) — англійська співачка та авторка пісень.